# ماركات كوريل
ماركات كوريل أل أل سي هي شركة تصنيع وتوزيع منتجات أدوات المطبخ الأمريكية ومقرها في داونرز جروف، إلينوي .
بدأت الشركة باسم شركة كورنينج للمنتجات الاستهلاكية ، وهي قسم من شركة صناعة الزجاج كورنينج إنك ، وكانت تُعرف أيضًا باسم " المطبخ العالمي " من عام 2000 حتى عام 2018 

## العلامات التجارية

### حالياً
تقوم شركة ماركات كوريل بتصنيع المنتجات تحت أسماء مثل:
- كوريل
- كورنينج وير
- بيركس
- رؤى
- شيكاغو السكاكين

### السابق
في 1 يونيو 2004، أعلنت شركة دبليو كيه أي القابضة ، التي تعمل بشكل أساسي من خلال شركتها التابعة World Kitchen, Inc.، أنها أكملت بيع اوكسو الدولية لشركة هيلين تروي المحدودة مقابل أكثر من 273 مليون دولار نقدًا.
في عام 2018، توقفت شركة المطبخ العالمي عن إنتاج ريفيروير وباكريز سيكريت.